# HD 35656
HD 35656，又名BD+06 923，SAO 112767、HR 1807，是一颗恒星，视星等为6.42，位于銀經196.66，銀緯-15.36，其B1900.0坐标为赤經5h 21m 15.6s，赤緯+6° -15.36′ 56″。